# میکل نیوس
میکل نیوس (انگلیسی: Maikel Nieves؛ زادهٔ ۲ دسامبر ۱۹۸۹) بازیکن فوتبال اهل اسپانیا است.
از باشگاه‌هایی که در آن بازی کرده‌است می‌توان به باشگاه فوتبال فردریکستاد اشاره کرد.